# 귄도르
귄도르(Gwindor)는 《실마릴리온》, 《후린의 아이들》의 등장인물이다. 나르고스론드의 장군이자 놀도르 요정으로 형제 겔미르의 죽음에 분개하여 모르고스에 대항해 싸우는 전사로 등장했다. 핀두일라스와 혼인 약속을 한 요정으로도 알려졌다.

## 행적

### 실마릴리온에서
그는 니르나에스 아르노에디아드에서 나르고스론드의 군대를 이끄는 장군으로 마이드로스의 연합에 참여하여 앙그반드의 적과 싸웠다. 놀도르 대왕 핑곤은 모르고스의 전략을 의식하여 도발에 쉽게 넘어가지 않았으나, 오크가 지난 전쟁, 다고르 브라골라크에서 포로된 요정의 무리를 군대가 보는 앞에서 무참히 살해하면서 요정 군대를 강하게 도발했는데, 이때 귄도르의 형제 겔미르가 잔인하게 살해되는 것을 목격하게 되면서 결국 참지 못하고 공격을 하게 된다. 귄도르를 죽인 오크는 모조리 군대에 처단당했고 초반에 기세를 잡았지만, 귄도르의 군대는 모르고스의 수많은 적에게 집중적으로 공격당하는 바람에 장군이었던 그를 제외한 자신의 군대의 모두가 전사했다.

### 후린의 아이들에서
그는 나중에 포로로 살아가면서 몸과 마음에 큰 상처를 입어 한 손을 잃고 무척 늙은 상태로 변해 버렸다. 그럼에도 귄도르는 탈출에 성공해서 도리아스의 장군 벨레그를 타우르 누인 푸인에서 만났다. 얼마 지나지 않아 벨레그는 오크에게 붙잡힌 투린 투람바르를 풀어주다 투린의 실수로 죽음을 맞이하고 친구를 죽이고 오열하는 투린을 나르고스론드로 안내했다.
투린은 이후에 나르고스론드의 실권을 잡고 일을 하였으나, 글라우룽의 군대에게 공격받기 좋은 환경을 제공하는 실수를 저질러 결국 왕 오로드레스, 핀두일라스가 죽게 되었다. 귄도르는 여러모로 투린에게 피해를 입고 재앙으로 거의 죽기 직전에 투린을 만나게 되어 마지막으로 그에게 조언과 한탄을 하고 죽음을 맞이했다.